# Porcelia mediocris
Porcelia mediocris là loài thực vật có hoa thuộc họ Na. Loài này được N.A. Murray miêu tả khoa học đầu tiên năm 1993.